# Réserve de biosphère du Luberon-Lure
La réserve de biosphère du Lubéron-Lure est une réserve de biosphère située en France. Elle a été désignée par l'Unesco en décembre 1997. Sa structure de coordination est le parc naturel régional du Luberon. Elle comprend 185 885 habitants et se situe dans la région Provence-Alpes-Côte d'Azur, à cheval sur le département des Alpes de Haute-Provence et celui du Vaucluse. 

## Histoire
Elle est la neuvième réserve de biosphère française. Initialement, la réserve correspondait aux dimensions du parc naturel régional du Lubéron. En 2010, le territoire de la montagne de Lure est ajouté à la réserve et cette dernière est renommée réserve de biosphère du Lubéron-Lure.

## Géographie
La réserve de biosphère s'étend sur un territoire plus large que le parc naturel régional, elle comprend toutes les communes des communautés de communes de "Haute-Provence - Pays de Banon" et "Pays de Forqualquier - Montagne de Lure", ainsi que la commune de Pertuis, le long de la Durance et comble les trous dans le périmètre du parc. Au total, 99 communes sont concernées par la réserve de biosphère. 
La réserve est bordée par la vallée de la Durance au sud et à l'est. Deux massifs culminent dans la réserve : le massif du Lubéron et les monts de Vaucluse. 

## Activités
Les activités agricoles sont importantes dans la réserve : viticulture, arboriculture, céréaliculture, maraîchage, plantes à parfum, élevage, en particulier l'oviculture.